# 26
Năm 26 là một năm trong lịch Julius. 